# 피터 스티클스
피터 스티클스(Peter Stickles, 1976년 10월 8일 ~ )는 미국의 배우이다.

## 출연 작품
- 스몰 타운 프린스 (2015)
- 진저데드 맨 Vs. 이블 봉 (2013)
- 더 브라이즈 오브 소돔 (2013)
- 아이 원트 투 겟 메리드 (2011)
- 쇼걸2 (2011)
- 조지스 인터벤션 (2009)
- 왓치 아웃 (2008)
- 이블루션 (2008)
- 이웃집 소녀 (2007)
- 공동묘지 관문 (2006)
- 숏버스 (2006)